# WinSCP
WinSCP (Windows Secure CoPy) is een grafische opensource-FTP-client voor Windows die gebruikmaakt van het protocol SSH. Het oudere protocol SCP wordt ook ondersteund. De hoofdfunctie van het programma is het veilig kopiëren van bestanden tussen een lokale en een externe computer.

## Functies
- Grafische gebruikersomgeving
- Vertaald in vele talen (waaronder het Nederlands)
- Integratie met Windows (Slepen en neerzetten, URL, snelkoppelingspictogrammen)
- Alle gebruikelijke bewerkingen met bestanden
- Ondersteuning voor SFTP (secure FTP)- en SCP-protocollen over SSH-1 en SSH-2 en FTP-protocol
- Batch-file-scripttaal en command-line-interface
- Bestandssynchronisatie in zowel half- als volautomatische modus
- Geïntegreerde tekstbewerker
- Ondersteuning voor SSH-wachtwoord, interactief toetsenbord, public key en kerberos (GSS)-authenticatie
- Integratie van Pageant (PuTTY-authenticatieagent) voor volledige ondersteuning voor public-key-authenticatie met SSH
- Keuze uit Windows Explorer–achtige of Norton Commander–achtige omgevingen.
- Optionele opslag van sessie-informatie
- Optioneel importeren van sessie-informatie van PuTTY-sessies in het register
- In staat om bestanden te uploaden en de originele datum en tijdsstempels te behouden (dit in tegenstelling tot FTP-clients).